# Richard Congreve
Richard Congreve (* 4. September 1818 in Leamington Hastings,  Warwickshire; † 5. Juli 1899 in Hampstead) war ein englischer Historiker und Philosoph. Er war ein Anhänger von Auguste Comte und dessen Philosophie und eine der führenden Persönlichkeiten in der religiösen Interpretation des comtistischen Positivismus.

## Leben und Karriere
Congreve war Schüler von Thomas Arnold an der Rugby School und bekleidete erstklassige Ämter am Wadham College in Oxford. Er wurde später Fellow von Oxbridge, war Rektor der Rugby School, kehrte jedoch als Privatdozent nach Oxford zurück. Seine Schüler waren unter anderem John Henry Bridges (1832–1906), Edward Spencer Beesly (1831–1915), Frederic Harrison (1831–1923). Bald nach der Februarrevolution 1848 in Frankreich reiste er nach Paris, wo er Jules Barthélemy-Saint-Hilaire und Auguste Comte kennenlernte.
Er fühlte sich vom Positivismus so sehr angezogen, dass er sein Fellowship im Jahre 1855 aufgab und um den Rest seines Lebens der Verbreitung dieser Philosophie zu widmen. Congreve gründete 1867 die London Positivist Society und 1878 die Church of Humanity. Er wurde einer der führenden Köpfe der Bewegung.
1878 er die Nachfolge von Auguste Comte durch Pierre Laffitte (1823–1903) an, was zu einer Spaltung der positivistischen Bewegung in Großbritannien führte. Frederic Harrison, Dr. J. H Bridges und Professor Edward Spencers Beesly gründeten eine zweite Positivistische Gesellschaft in Newton Hall (County Durham).
Congreve übersetzte mehrere von Comtes Werken ins Englische. Er schrieb auch politische Trakte und veröffentlichte 1874 einen umfangreichen Band von Essays, in denen er Comtes Ideen damit verteidigte, dass es die Pflicht Großbritanniens sei, ihre ausländischen Besitzungen aufzugeben.
Richard Congreve starb am 5. Juli 1899 in Hampstead.

## Schriften
- 1855 – Roman Empire of the West –, John W. Parker & Son, West Strand, London 1855, Leseprobe
- 1858 – Catechism of the Positive Religion, (Übersetzung aus dem Französischen von Auguste Comtes Catéchisme positiviste)
- 1862 – Elizabeth of England –, Trübner & Co., London 1862, Leseprobe
- 1874 – Essays, Political, Social and Religious, Cambridge Scholars Publishing, Cambridge 2010, ISBN 978-1-154-42827-8
- 1902 – Historical Lectures